# South African Defence Force

Drapeau de la South African Defence Force de 1981 à 1994.

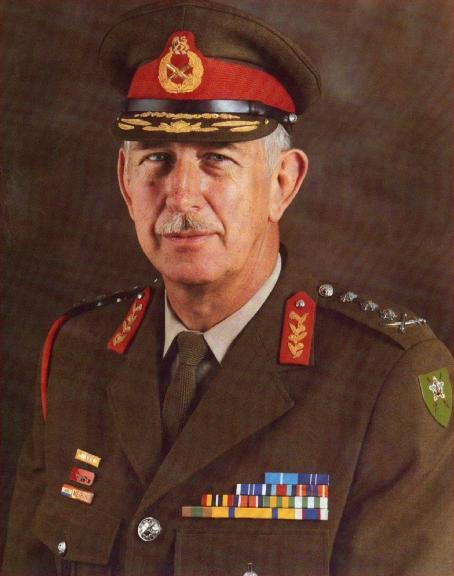
George Meiring, dernier chef de la SADF (1993 à 1994) et premier chef de la SANDF (1994 à 1998).

La South African Defence Force (SADF, en anglais) ou Suid-Afrikaanse Weermag (SAW, en afrikaans) est le nom porté par les Forces armées sud-africaines entre 1957 et 1994.

## Historique
La SADF a succédé à l'ancienne Force de défense de l'Union de l'Afrique du Sud en novembre 1958. Elle participe aux guerres de frontières des territoires gérés par l'Afrique du Sud, notamment en Angola au côté de Jonas Savimbi, le chef de l'UNITA. Elle est aussi déployée au sein de l'Afrique du Sud durant les périodes d'état d'urgence, notamment en 1977 et 1986. 
En 1994, la SADF a été amalgamée avec les forces de défense des anciens bantoustans et avec les unités para-militaires des différents partis politiques noirs anti-apartheid, tels Umkhonto we Sizwe, pour former la nouvelle South African National Defence Force. 
Durant son existence, l'effectif de la SADF est composé de conscrits et de volontaires. La conscription était obligatoire en Afrique du Sud pour les hommes blancs alors que les soldats noirs de la SADF ne pouvaient être que des volontaires et des militaires de carrière.

## Effectifs
Au moment de sa dissolution et refondation en SANDF, la SADF comptait : 
- 40 000 soldats de carrière à temps plein et 5 000 conscrits
- 500 000 soldats mobilisables
- 16 000 auxiliaires
- 24 000 personnels civils
- 120 000 membres des Citizen Forces
- 130 000 soldats membres des forces spéciales de commando réparties en 200 unités
- 180 000 réservistes

## Organisation

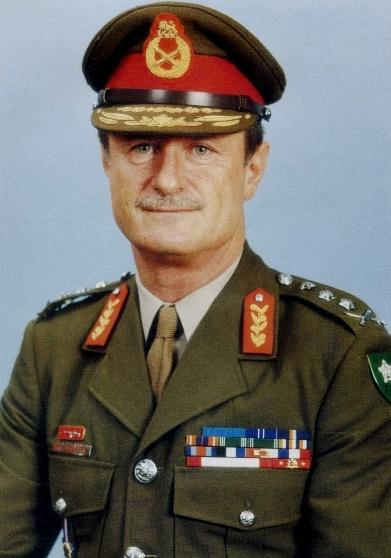
J.J. Geldenhuys, chef de la SADF de 1985 à 1990

La SADF se répartissait en 4 corps armées : 
- South African Army
- South African Air Force
- South African Navy
- Service médical militaire sud-africain (South African Medical Service)

## Armes nucléaires
L'Afrique du Sud a été l'un des pays à posséder non officiellement des armes de destruction massive comme des ogives nucléaires. Elles sont abandonnées par la ratification du traité sur la non-prolifération des armes nucléaires avant les élections multiraciales de 1994 et l'arrivée au pouvoir du Congrès national africain. Les six bombes aériennes atomiques d'une puissance de 15 à 20 kt construites entre 1982 et 1989 et une septième en construction sont démantelés avant 1993.

## Liste des dirigeants de la SADF
- Général Stephen Melville (1958-1960).
- Général Pieter Grobbelaar (1961-1965).
- Général Rudolph Hiemstra (1965-1972).
- Amiral Hugo Biermann (1972-1976).
- Général Magnus Malan (1976-1980).
- Général Constand Viljoen (1980-1985).
- Général J.J. Geldenhuys (1985-1990).
- Général A.J. Liebenberg (1990-1993).
- Général George Meiring (1993-1994).